# Пеллетрон

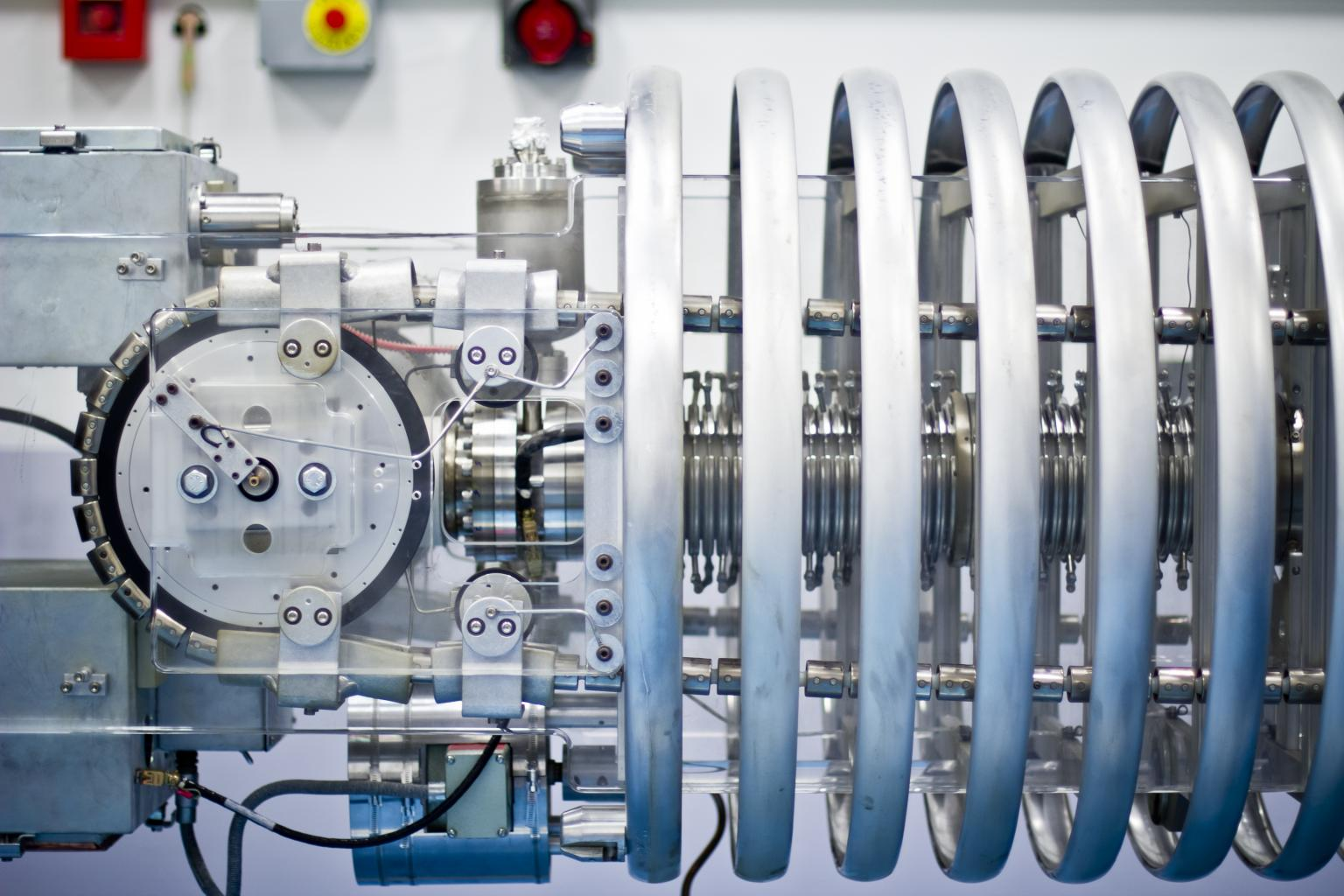
Пеллетрон SIRIUS на 2.5 МэВ, 200 мкА (Политехническая школа, Париж)

Пеллетро́н (от англ. pellet — гранула) — электростатический генератор высокого напряжения для питания ускорителей, аналогичный по принципу действия машине Ван де Граафа. Принципиальное различие в том, что электрический заряд переносится не диэлектрической лентой-транспортёром, а цепью, состоящей из электропроводящих звеньев (пеллетов), изолированных друг от друга, благодаря чему генератор обладает бо́льшей устойчивостью прироста напряжения и бо́льшим током (от 0,1 до 0,5 мА). Для увеличения тока возможно параллельное включение машин.

## Принцип действия

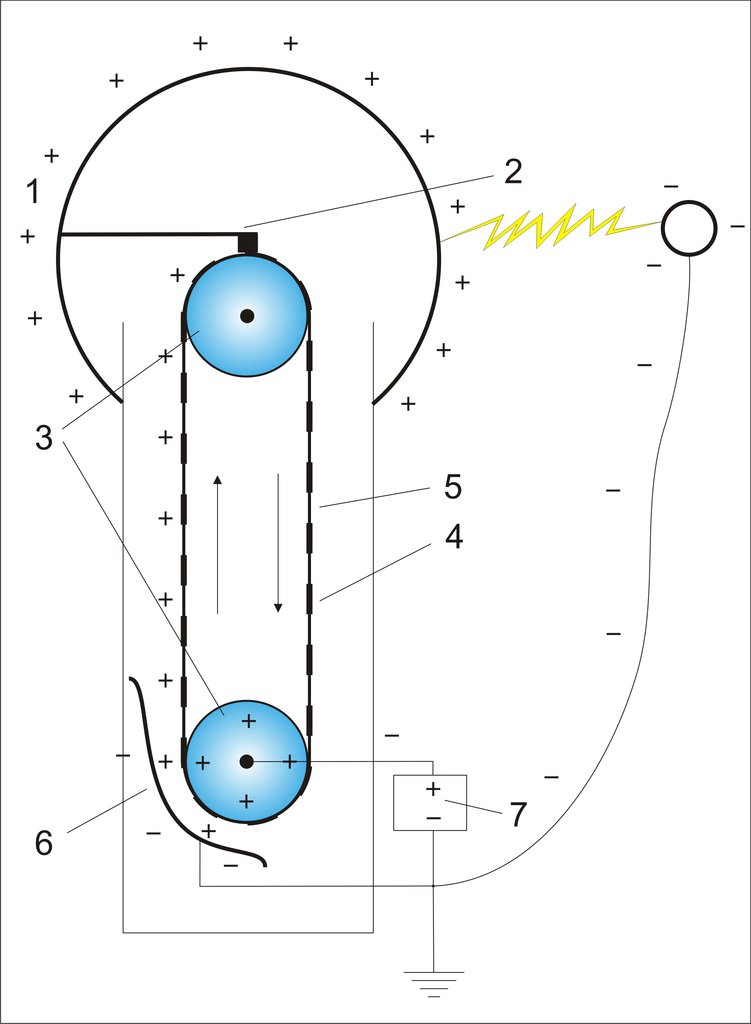
Схема генератора

Устройство можно представить как систему конденсаторов с одной неподвижной обкладкой конденсатора (индуктор) и множества подвижных обкладок (пеллеты). При движении ленты подвижные обкладки получают заряд от источника постоянного напряжения Uexcit, отсоединяются от подзаряжающего валика и едут наверх. Ёмкость, максимальная во время заряда обкладки, из-за отдаления от второй обкладки уменьшается до значения Cmin в верхней токосъёмной цепи, а напряжение растёт по закону U = Uexcit · Cmax/Cmin. При достижении верхней токосъёмной щётки заряд переходит на обкладку накопительного конденсатора. Эта обкладка делается сферической формы, что способствует уходу заряда с токосъёмной щётки, так как заряд всегда распределяется по поверхности проводящей сферы. Прирост напряжения также ограничивается током утечки коронного разряда. Высоковольтная энергия складывается из энергии возбуждения и механической работы, причём бо́льшая часть полученной энергии обусловлена механическим переносом заряда от индуктора к накопительному конденсатору.
По конструкции электростатические генераторы отличаются формой привода подвижных обкладок, переносящих заряд. Наибольшее распространение получили ленточные и дисковые варианты. Так как прирост напряжения зависит от изменения ёмкости, то в дисковых можно легче достичь её большей разницы за счёт малых зазоров и биений, также можно увеличить скорость переноса зарядов и использовать сравнительно низковольтное возбуждение; также можно соединить несколько машин последовательно, установив несколько дисков на одном валу.
Пеллетрон часто размещают в герметичном сосуде, заполненном изолирующим газом — например, элегазом (SF6, гексафторид серы).
Характерные электрические напряжения на высоковольтном терминале пеллетрона составляют несколько мегавольт; максимальное полученное напряжение достигает 25 МВ (Национальная лаборатория Ок-Ридж, США), и это самый высоковольтный в мире ускоритель. В настоящее время пеллетроны довольно широко применяются для ускорения различных типов частиц (например, позитронов, электронов, ионов) в таких установках, как ускорительные масс-спектрометры (например, для прецизионного радиоуглеродного анализа), инжекторы ионов и т. п.